# Moritz Nobbe
Moritz August Nobbe (* 22. September 1834 in Magdeburg; † 6. Dezember 1910 in Niedertopfstedt) war Landwirt und Mitglied des Deutschen Reichstags.

## Leben
Nobbe besuchte von 1847 bis 1853 die Klosterschule Roßleben und studierte von 1853 bis 1856 Rechtswissenschaften und Verwaltungswissenschaften in München und Berlin, wo er auch das erste juristische Examen machte. Zwischen 1856 und 1857 war er Auskultator beim Kreisgericht Erfurt. 1858 pachtete er von seinem Bruder das Familiengut Niedertopfstedt. 1873 wurde er in das Königliche Landesökonomie-Kollegium und 1877 in den Deutschen Landwirtschaftsrat gewählt. 1872 wurde er Direktor des Mitteldeutschen Pferdezuchtvereines und schließlich 1879 zum Ökonomierat ernannt. Weiter war er Mitglied des Kreisausschusses und Kreistages, Amtsvorsteher, Standesbeamter, Mitglied des Synodalvorstandes, des Bezirks- und Eisenbahnrats Frankfurt und Ehrenmitglied des tierärztlichen Zentralvereines der Provinz Sachsen. Zwischen 1891 und 1902 war er Vorsitzender des Evangelisch-sozialen Kongresses.
Von 1884 bis 1890 war er Mitglied des Deutschen Reichstags für den Wahlkreis Regierungsbezirk Erfurt 4 Erfurt, Schleusingen, Ziegenrück und die Deutsche Reichspartei.